# Mauro Maur

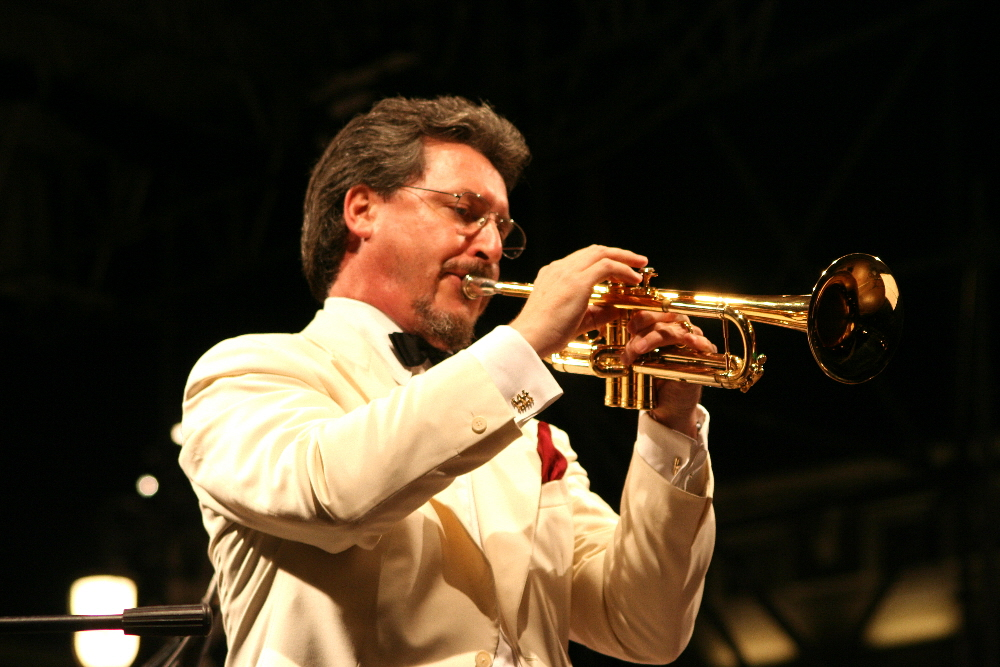
Mauro Maur (2007)

Mauro Maur (* 8. August 1958 in Servola, Triest), der Pavarotti der Trompete, ist ein italienischer Trompeter und Komponist und seit 1985 Solotrompeter am Teatro dell’Opera in Rom.

## Leben
Mauro Maur begann seine musikalische Laufbahn in der Musikkapelle seiner Heimatgemeinde Servola. Sehr jung diplomierte er sich am Konservatorium in Triest und studierte anschließend am Conservatoire National Superieur de Paris bei Pierre Thibaud. Noch als Student am Konservatorium gewann er das Probespiel für Trompete am National Orchester von Toulouse unter Dirigent Michel Plasson, mit dem er Tourneen nach Amerika, Kanada, Österreich, Deutschland und Italien machte. Mit 18 Jahren arbeitete er mit bekannten Organisten sowie Kammerorchestern zusammen und spielte auf Festivals. Er studierte an der Northwestern University in Chicago bei A. Herseth, V. Cichowicz und A. Jacobs.
1981 gewann er den ersten Preis beim internationalen Trompetenwettbewerb von Toulon, 1982 einstimmig den Premier Prix am Conservatoire Nationale Superieur de Paris, die Wettbewerbe von Lille (Frankreich), Teatro dell’Opera in Rom, dem Teatro San Carlo Neapel, der Accademia Nazionale di Santa Cecilia (Italien). Er spielte in vielen bekannten Konzertsälen, unter anderem in der Carnegie Hall, dem Lincoln Center, der Hollywood Bowl, der Boston Symphony Hall, der Semperoper, dem Herkulessaal, im Wiener Konzerthaus und bei den Salzburger Festspielen. Er spielte besonders Werke von Tartini, Albinoni, Haydn, Hummel, Telemann, Morricone, Piccioni, Rota und Jolivet.
Mit noch nicht 30 Jahren spielte er schon in vielen Städten der Welt, engagierte mit den I Solisti Veneti unter der Leitung von Claudio Scimone, Ennio Morricone, mit dem er zahlreiche Aufnahmen einspielte. Mikis Theodorakis, Riz Ortolani, Jerry Goldsmith und Georges Delerue schrieben Stücke für ihn und engagierten ihn für Filmmusik. Er erarbeitet moderne Trompetenliteratur und für ihn geschriebene Kompositionen von Bussotti, Clementi, Vlad, Mannino, Dashow.
Maurizio Costanzo lud ihn mehrfach zu seiner Show ein, so auch Marzullo und Rispoli. Er spielte am Staatsbegräbnis von Federico Fellini, mit dem er in Freundschaft und Zusammenarbeit verbunden war, und beim Begräbnis Giulietta Masinas.
Maur erhielt Einladungen für Meisterkurse vom Tchaikosvky-Konservatorium in Moskau, sowie von der McGill University von Montreal, dem Youth Orchestra of the Americas und den Konservatorien von Palermo, Florenz, Rom. Er war Dozent am Konservatorium Santa Cecilia in Rom für die Kurse des Bienniums Superiore.
Maur hat zusammengearbeitet mit Ars Nova, Ircam von Paris, dem Budapest Chamber Orchestra, dem Nuovo Quartetto Italiano und mit Dirigenten wie Riccardo Muti, Leonard Bernstein, Ozawa, Boulez, Maazel sowie Musikern wie Plácido Domingo, Tony Scott, Oscar Valdambrini, Paquito D’Rivera oder Gloria Gaynor. Aufnahmen mit BMG Ariola, RCA, Sony Columbia und Denon.
Maur erhielt den Oder 2008 Preis für seine Karriere.

## Zusammenarbeit mit Ennio Morricone
Mauro Maur arbeitete mehr als 20 Jahre lang mit Ennio Morricone zusammen und nahm die Solos der Filme unter der Leitung des Maestro in den historischen „Forum Studios“ an der Piazza Euclide in Rom auf. Durch eine tiefe Freundschaft verbunden, widmete Morricone viele Solos seiner konzertanten Filme und auch sein Konzert für Trompete und Orchester „Ut“ Mauro Maur, der es uraufführte und für BMG Ariola aufnahm. Mauro Maur wurde auch mehrfach in der Autobiografie von Maestro Morricone erwähnt und erhielt nach der Aufnahme leidenschaftliche Widmungen des Maestro für die Partituren. Die Trompete, die Sergio Leone für Spaghetti-Western-Filme verwendete, wurde Mauro Maur von Ennio Morricone geschenkt.

## Persönliche Auszeichnungen
- Ehrung als „Verdienstvolles Mitglied“ der „International Police Association“: 2022
- Offiziell des Ordine al Merito della Repubblica Italiana: 2018
- Ritter des Ordine al Merito della Repubblica Italiana: 2008
- Verleihung des Siegel Trecentesco, die höchste Auszeichnung der Stadt Triest, 2009

## Mauro Maur gewidmete Werke
- E. Morricone: Ut (1991) for trumpet and orchestra
- E. Morricone: Quarto Concerto (1993) for organ, two trumpets, two trombones and orchestra
- M. Théodorakis: Adagio for trumpet and string orchestra
- S. Bussotti: Solfeggio in re della Regina for piccolo trumpet
- F. Grillo: Sol e Eius Umbra (1981) for trumpet and doublebass
- F. Mannino: Atmosfere delle Notti Bianche di S. Pietroburgo (1987) op. 279 for trumpet and orchestra
- A. D'Antò: Alone away (1988) for solo trumpet
- D. Nicolau: Pathopoiia op. 86 (1988) for trumpet and percussions
- W. Dalla Vecchia: Ouverture for trumpet and string orchestra
- R. Gervasio: Variazioni sulla "Preghiera del Mose" di Rossini for trumpet and organ
- G. Farace: Cuor di Pagliaccio for flugelhorn and saxophones quartet
- F. Mannino: Concerto op. 324 (1990) for trumpet and strings
- V. Mortari: Divertimento (1990) for trumpet and cello
- E. Zanoni: Cadencia y Seguidilla for trumpet and piano
- E. Zanoni: Sarabande Lyrique for trumpet and piano
- L. Ronchetti: Deserti for trumpet and tape
- G. Lamberto Baldi: The Ancient City (1992-93) for seven trumpets, piano and percussions
- F.E. Scogna: Trame (1993) for solo trumpet
- R. Vlad: Melodie e Squilli (1993) for trumpet and piano
- J. Dashow: Morfologie (1993) for trumpet and computer
- E. Chasalow: Out of Joint (1994) for trumpet and electronic sounds
- R. de Rossi Re: Quarto Nero for trumpet and organ
- D. Nicolau: Rug Maur Short Music op. 89 for three trumpets and percussions
- D. Nicolau: Ariette op. 72 for solo trumpet
- R. Chiesa: Kaddish (1998) for solo trumpet
- P. Thilloy: Le Labyrinthe ou Le Chemin de Jerusalem (2000) for trumpet, trombone and string orchestra
- M. Frisina: Hymnus for trumpet and organ
- M. Frisina: Suite Giovanni Paolo II for trumpet and organ
- M. Sofianopulo: Varianti "Dal Tuo Stellato Soglio" (2004) for trumpet and organ
- M. Pagotto: No More Seasons (2009) for trumpet and piano

## Diskografie
- 2008: On the Wings of Love, Solisti Veneti dir. C. Scimone, J.J. Mouret Due Sinfonie per tromba e archi Mauro Maur soloist FABULA CLASSICA #12076-2
- 2001: A. Vivaldi Juditha Triumphans, Solisti Veneti dir. C. Scimone Warner Fonit #8573 85747-2
- 2001:From the Screen to the Stage Rota & Morricone, I Filarmonici Italiani Denon #COCQ 83538
- 2003: Concerto per Alberto, omaggio all’arte di Piero Piccioni
- 1996: Mauro Maur e i suoi Solisti: music of Ennio Morricone et Nino Rota Sony Columbia #COL 485352-2
- 1994: Una Tromba in scena Mauro Maur Iktius Milano #C009P
- 1993: La Tromba Classica Contemporanea : musiche di Ennio Morricone, Flavio Emilio Scogna, Lucia Ronchetti, Aldo Clementi, Fabrizio De Rossi Re, Sylvano Bussotti, Mikis Theodorakis, Roman Vlad, James Dashow BMG #74321-16825-2
- 1993: Torelli: Concerti, Sinfonie e Sonte per Tromba, Archi e Basso Continuo RS-Darpro #6367-07
- 1993: L’Orchestra Classica Contemporanea BMG #74321-17516-2
- 1993: In the Line of Fire: musiche di Ennio Morricone SONY #B000008GT8
- 1992: City of the Joy: music of Ennio Morricone EPIC SOUNDTRAX #EK 52750
- 1991: Voyage of Terror: music of Ennio Morricone BMG Ariola #OST 101
- 1989: Improvvisto dell'Angelo: Mauro Maur trumpet Luigi Celeghin organ Casa Musicale Bongiovanni
- 1985: Orchestre Champetre 1900: Mauro Maur cornet FR3 #BZ 62004
- 1984: Sonates et Concertos pour trompette: music of Corelli, Francesco Manfredini, Giuseppe Torelli, Purcell, Telemann Orch. de Chambre de Picardie dir. J.P. François Mauro Maur soloist Jacinthe #N84.25.001